# Хамам Дебој
Хамам Дебој је било турско купатило за време Османског царства у граду Битољ. Изграђено је око 15.-16. века.
Хамам се налази на Старој чаршији, поред Дебоја у близини Ајдар-кади џамије. Тако је био и повезан османски вид живота хамам-џамија, које је служило локалним грађанима поред чаршије. Од 15. века до 1912. (Први балкански рат) у Битољу је постојало око десет хамама, а једино хамам Дебој је сачуван. Хамам је одвојен на женски и мушки део. 
Данас је хамам трговина са текстилом.